# Pietro Boselli
Pietro Boselli (Negrar, Provincia de Verona, 3 de diciembre de 1988) es un ingeniero italiano, modelo, fue profesor de matemáticas en el University College London. Boselli se volvió mediático tras una publicación en redes sociales.

## Biografía
Boselli fue descubierto a la edad de 6 años y comenzó a modelar para Armani Junior. Más tarde pasó a estudiar ingeniería mecánica en el University College London, donde se graduó con una licenciatura de honores de primera clase en 2010. Comenzó su Doctorado en Ingeniería Mecánica en 2010. Durante su candidatura de doctorado, Boselli enseñó matemáticas a estudiantes de ingeniería mecánica. Completó su estudio de doctorado el 16 de febrero de 2016. En enero de 2014, un estudiante tomó nota de su físico y se topó con su carrera de modelo; la siguiente publicación de Facebook se volvió viral un año después. Después de la publicación viral, Boselli firmó con la agencia de modelos británica Modelos 1. Desde entonces ha sido apodado el "profesor de matemáticas más sexy del mundo". A partir de octubre de 2018, su cuenta de Instagram tiene 2.6 millones de seguidores.
Boselli ha participado como modelo en las campañas publicitarias y catálogos para la marca de ropa estadounidenses Abercrombie & Fitch y para la franquicia de gimnasios Equinox. También ha aparecido en los pliegos de la revista china GQ Style y apareció en la portada de Attitude.